# Villa Wilhelma (Wuppertal)

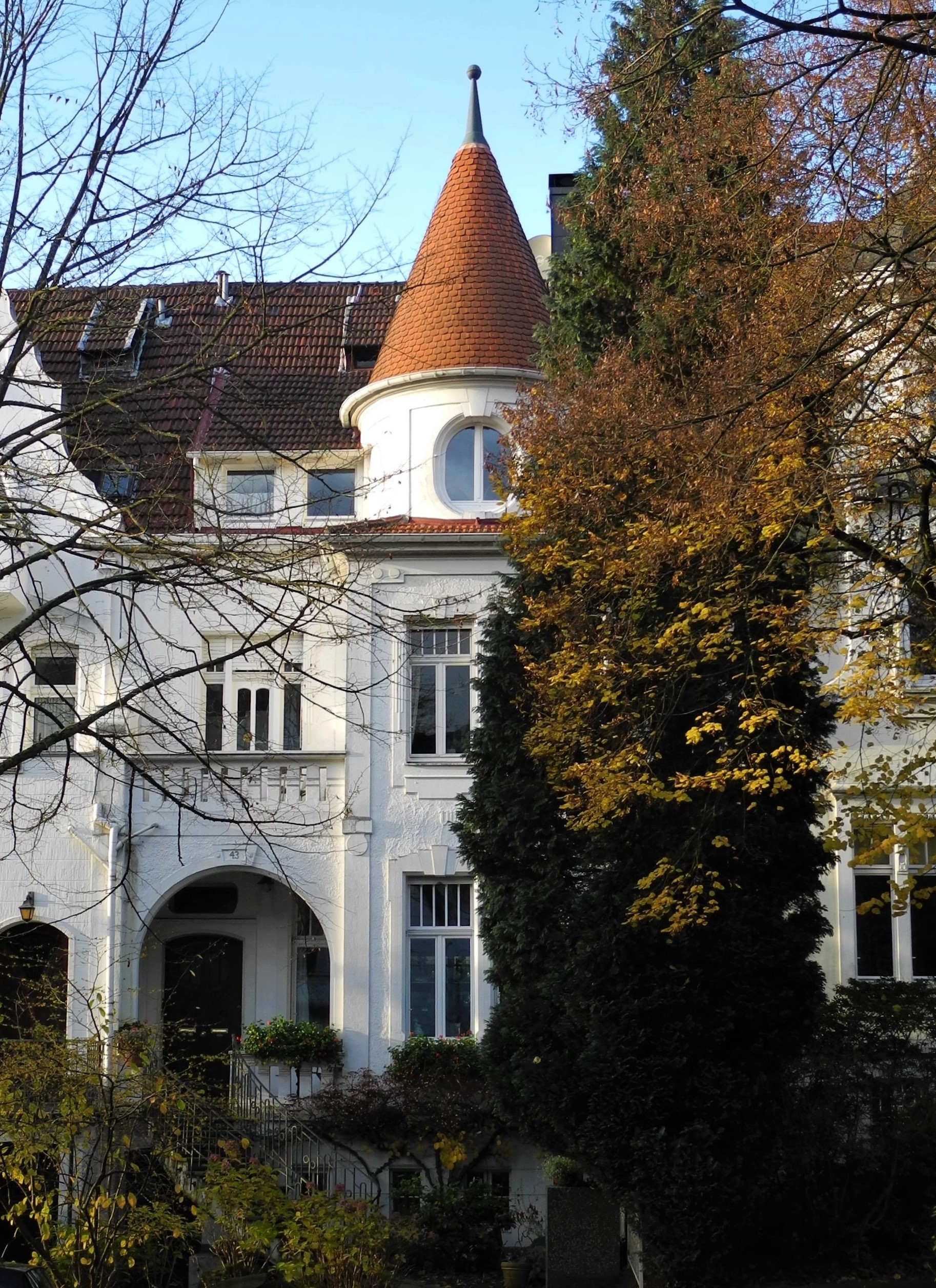
Villa Wilhelma

Die Villa Wilhelma ist ein großbürgerliches Wohnhaus in Wuppertal, Kaiser-Wilhelm-Allee 43 im Zooviertel. Das zweigeschossige Gebäude ist in eine geschlossene Häuserzeile eingebaut und steht unter Denkmalschutz.
Das Gebäude wurde von dem Architekturbüro Hermanns & Riemann, das zahlreiche Bauten im Zooviertel plante, 1904 errichtet. Die Villa zeigt sich in gegliederter Putzfassade mit Elementen des Jugendstils und einem hohen Sockelgeschoss mit Quaderputz. Von der Straßenfront aus gesehen rechts hat das Haus einen risalitartigen zweigeschossigen Vorbau mit einem gemauerten Turmaufsatz, mit kreisförmigem Grundriss und Kegelhelm im Bereich des Dachgeschosses. Der Hauseingang auf der linken Seite ist mit einer rundbogigen Loggia versehen. Die Loggia verfügt rechts über eine gemauerte Brüstung, zu dieser führt von einer Terrasse eine geschwungene Freitreppe mit schmiedeeisernem Treppengeländer hinauf. An der Rückseite des Gebäudes befindet sich ein Wintergarten mit anschließender Terrasse, von der aus auch das Gebäude mit einer weiteren Freitreppe in Sandstein erschlossen wird.
Am 26. April 1988 wurde die Villa als Baudenkmal in die Denkmalliste der Stadt Wuppertal eingetragen.